# Miqui Otero

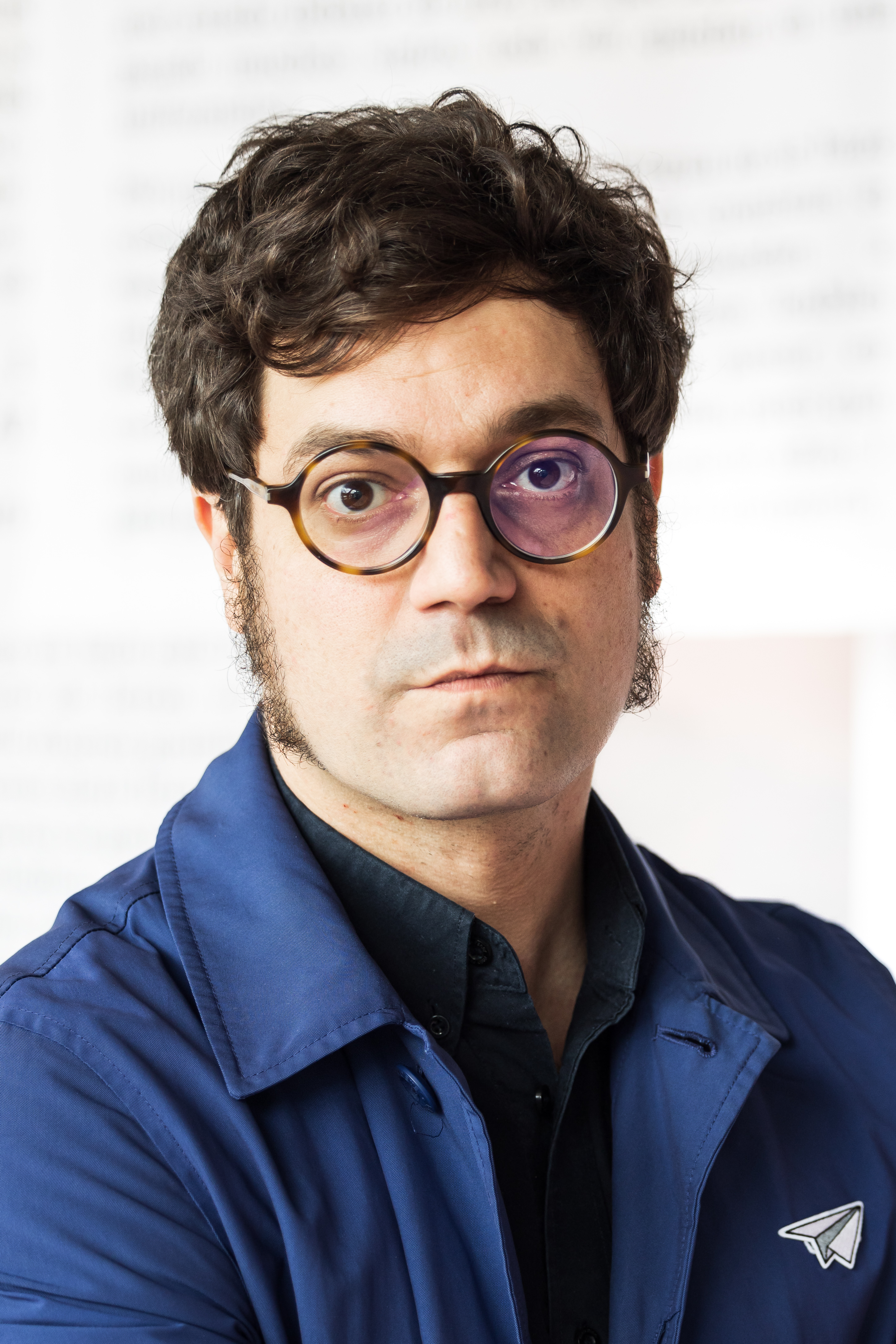
Miqui Otero (Frankfurter Buchmesse 2022)

Miqui Otero (* 1980 in Barcelona, Spanien) ist ein spanischer Schriftsteller, Journalist und Dozent.

## Leben und Werk
Miqui Otero ist vielfältig aktiv in der Kulturszene von Barcelona. Er betrieb das Plattenlabel Doble Vida Discos, veröffentlichte verschiedene Fanzines und organisierte Filmfestivals. Gemeinsam mit Kiko Amat leitete er von 2012 bis 2021 das Festival Primera Persona im Zentrum für zeitgenössische Kultur Barcelona (CCCB, Centro de Cultura Contemporánea de Barcelona).
Im Jahr 2010 veröffentlichte er seinen ersten Roman Hilo musical (Alpha Decay), der mit dem Newcomer-Preis von Fnac ausgezeichnet wurde. Zwei Jahre später veröffentlichte er La cápsula del tiempo, der vom spanischen Musikmagazin Rockdelux zum Buch des Jahres gewählt wurde. Der Roman Rayos aus 2016 wird als sein intimster und zugleich ehrgeizigster Roman angesehen. Kritiker bezeichneten Rayos als einen „der großen Romane über die Stadt Barcelona“ und nannten Otero einen Chronisten der Stadt. Otero verfasste auch Beiträge zu Anthologien junger Erzähler wie Última temporada und zu Essaybüchern wie Una risa nueva und CT o La Cultura de la Transición. 2020 erschien sein Roman Simón, den der Kritiker Ruthard Stäblein in der taz als „Schelmenroman, geschrieben von einer Schlüsselfigur der Kulturszene von Barcelona“ beschrieb und in dem er die Stadt beleuchtet durch die drei Jahrzehnte nach den Olympischen Spielen 1992.
Als Journalist schreibt er für El País, La Vanguardia und El Periódico de Catalunya. Zuvor arbeitete er für die Online-Zeitung El Confidencial. An der Autonomen Universität Barcelona ist er Dozent für Literatur und Journalismus.
Gemeinsam mit Kiko Amat leitete er das Festival Primera Persona im Zentrum für zeitgenössische Kultur Barcelona (CCCB, Centro de Cultura Contemporánea de Barcelona).

## Veröffentlichungen
als Autor
- Hilo musical, Ediciones Alpha Decay, Barcelona 2010
- La cápsula del tiempo, Blackie Books 2012
- Rayos, Blackie Books, Barcelona 2016
- Simón, Blackie Books, Barcelona 2020
  - Simón, übersetzt von Matthias Strobel, Klett-Cotta, Stuttgart 2022, ISBN 978-3-608-98074-5

als Mitautor
- Una risa nueva, Nausicaa 2010
- CT o La Cultura de la Transición, Debolsillo 2012
- Última temporada, Lengua de Trapo 2013

## Auszeichnungen
- 2020: Premio El Ojo Crítico de RNE de Narrativa